# Óscar García (baloncestista)
Óscar Javier García Burón (Bilbao España, 4 de marzo de 1979) es un exjugador leonés de baloncesto profesional español.

## Biografía
Óscar jugaba en la posición de Ala-Pívot, se formó en la cantera del Baloncesto León y decidió probar fortuna en Estados Unidos. Primero jugó en el instituto Notre Dame, para posteriormente jugar durante cuatro temporadas en la NCAA en las filas de la Universidad de Fairfield (1999-2003), allí se convirtió en una de las estrellas del equipo, consiguiendo alzarse con el MPV de la eliminatoria de su conferencia en la temporada 2002-2003.
Tras su paso por Estados Unidos vuelve a Europa y comienza su carrera en el baloncesto profesional en el Ionikos Nikeas, de la segunda división de la Liga Griega, donde disputa la temporada 2003-04. Para finalizar esa temporada, vuelve a España donde disputa la Liga LEB con el Aracena, dos meses, y la temporada siguiente con el CB Ourense. 
En la temporada 2005-06 ficha por el Tau Cerámica gracias a su profesionalidad y a la intensidad que imprimió en los entrenamientos de pretemporada. Formó parte de una plantilla que logró grandes éxitos, aunque no llegó a debutar en ACB. Su debut se produjo en su siguiente club, el recién ascendido CB Murcia, a donde llegó en la temporada 2006-07.
Destaca por su profesionalidad. Su intensidad en los partidos, su entrega y sacrifio, ha hecho ganarse a la afición murciana y a su entrenador. Comenzará su tercera temporada en el CB Murcia la temporada 2008-09.

## Trayectoria

### Clubes
- Formado en las categorías inferiores del Baloncesto León.
- 1999 - 2003:  Estados Unidos, Universidad de Fairfield NCAA
- 2004 - 2005:  España, CB Ourense,  LEB
- 2005 - 2006:  España, Tau, ACB
- 2006 - 2010  España, CB Murcia, ACB
- 2010 - 2011:  España, Lleida Bàsquet, LEB

## Palmarés

### Club
- Campeón de la Copa del Rey, Tau (2005-06).
- Subcampeón de la ACB, Tau (2005-06).
- Subcampeón de la ACB, Tau (2005-06).
- Campeón de conferencia Universidad de Fairfield NCAA (2002-03).

### Consideraciones personales
- 2003: MVP Play Off de Conferencia NCAA.